# Milan Lechan
Milan Lechan (Nagymihály, 1943. március 16. –) szlovák költő és humorista, gyermekek és fiatalok számára írt művek alkotója. Irodalmi munkáiban a költészetre és a rövid humoros-szatirikus formákra, az aforizmákra és az epigrammák írására összpontosít. A művei elsősorban sajátos humorukról ismertek, amelyek ugyanakkor meglepőek és izgalmasak.

## Élete
Tanulmányait Homonnán kezdte, ahol 1960-ban végzett, majd később  Eperjesen folytatta a Pavol Jozef Šafárik Egyetem Művészeti Karán, ahol szlovák és orosz nyelvet tanult. 1967-től 1995-ig dolgozott Turócszentmártonban szerkesztőként az Osveta Kiadónál. 1996 óta dolgozik Zsolnán a Könyvközpontban. Három fia van, jelenleg Turócszentmártonban él és dolgozik.

## Munkássága
Irodalmi munkájában a költészetre és a rövid humoros-szatirikus formákra, az aforizmákra és az epigrammák írására összpontosít. 1970-ben jelent meg az első kötete kétszáz aforizmával, Ez a szerelem címmel. A következő könyve rövid szatirikus próza, humoros versek, szövegek, aforizmák, érzelmek gyűjteménye. A Nő, utca, tenyér, csont (1982) költészetgyűjteménye megőrzi sajátos világképét és poétikai sajátosságát. A Pelé-melé-lechan (1991) gyűjtemény az összes humoros-szatirikus képződmény kombinációja, beleértve a költészetet. A társadalom számos negatív jelenségének recessziója és paródiaként megnyilvánult a Milan Lechan és más versek (1994) gyűjteményében, amely gazdagon telített a szavak találékony játékával. Az 1998-ben megjelent gyűjteménye a Láskovanie s (h)láskou, egy kifinomult költői analízis az élet, és mindenekelőtt a szeretet révén egy humoros-szatirikus lencse. Folyamatosan együttműködik humoros-szatirikus folyóiratokkal, más kiadványok és napilapok humoros szekcióival, valamint a Szlovák Rádióval.

## Művei

### Felnőtteknek
- Je to láska (1970) Ez a szerelem
- Smiem prosiť? (1978) Táncolunk?
- Žena, ulica, dlaň, kosť (1982) Nő, utca, tenyér, csont
- Pelé-melé-lechan (1991)
- Milan Lechan a iné básne (1994) Milan Lechan és más versek
- Láskovanie s (h)láskou (1998) Szerelem szeretettel

### Gyerekek és fiatalok számára
- Učebnica na prestávku (1988)

## Fordítás
- Ez a szócikk részben vagy egészben  a   Milan Lechan című szlovák Wikipédia-szócikk ezen változatának fordításán alapul.  Az eredeti cikk szerkesztőit annak laptörténete sorolja fel. Ez a jelzés csupán a megfogalmazás eredetét és a szerzői jogokat jelzi, nem szolgál a cikkben szereplő információk forrásmegjelöléseként.